# АЭС Гундремминген
Атомная электростанция Гундремминген (нем. Kernkraftwerk Gundremmingen) — крупнейшая атомная электростанция ФРГ, расположена в коммуне Гундремминген, швабского района Гюнцбург в Баварии (на юге Германии).
Станция состоит из трёх энергоблоков: первый — BWR-1 (мощностью 250 МВт, второй и третий — BWR-72. Первый энергоблок был заложен ещё в 1962 году, а запущен в 1967, второй и третий реакторы — только в 1984 и 1985 годах соответственно. По устройству они однотипны реакторам на Фукусиме. Общая электрическая мощность станции на текущий момент 1344 МВт.
Второй энергоблок был остановлен 31 декабря 2017 в соответствие с законом об отказе от атомной энергетики. Остановка третьего энергоблока должна состояться в 2021 году. Такие короткие сроки эксплуатации связаны с аварией на АЭС Фукусима-1 и последовавшим за этим движением среди большой части немцев против использования в стране атомной энергетики. В результате Германия вышла из топ-10 стран в мире по числу функционирующих реакторов. На текущий момент в ФРГ из них осталось семь. К 2022 году должны быть заглушены все атомные станции Германии.

Оператором АЭС является Kernkraftwerk Gundremmingen GmbH (KGG), а собственниками — RWE Power AG (75 %) и E.ON Kernkraft GmbH (25 %). 

## Информация о энергоблоках
| Энергоблок              | Тип реакторов | Мощность | Мощность | Начало строительства | В сети     | Коммерческий пуск | Закрытие   |
| Энергоблок              | Тип реакторов | Чистый   | Брутто   | Начало строительства | В сети     | Коммерческий пуск | Закрытие   |
| ----------------------- | ------------- | -------- | -------- | -------------------- | ---------- | ----------------- | ---------- |
| Gundremmingen A (KRB A) | BWR           | 237 MВт  | 250 MВт  | 12.12.1962           | 01.12.1966 | 12.04.1967        | 13.01.1977 |
| Gundremmingen B (KGG B) | BWR           | 1288 MВт | 1344 MВт | 20.07.1976           | 16.03.1984 | 19.07.1984        | 31.12.2017 |
| Gundremmingen C (KGG C) | BWR           | 1288 MВт | 1344 MВт | 20.07.1976           | 02.11.1984 | 18.01.1985        | 2021 г.    |